# Студенцово (Владимирская область)
Студенцово — деревня в Судогодском районе Владимирской области, входит в состав Головинского сельского поселения.

## География
Деревня расположена в 11 км на юго-восток от центра поселения посёлка Головино и в 27 км на запад от райцентра города Судогда. Близ деревни расположены экопоселения «Родное», «Чудное» и эко-деревня «Доброе».

## История
Деревня впервые упоминается в писцовых книгах монастырских и церковных земель Владимирского уезда 1637-1647 годов в составе прихода Димитриевского погоста, в ней числилось 2 двора крестьянских и 1 бобыльский. 
В конце XIX — начале XX века деревня входила в состав Авдотьинской волости Судогодского уезда, с 1926 года — в составе Александровской волости Владимирского уезда. В 1859 году в деревне числилось 12 дворов, в 1905 году — 11 дворов, в 1926 году — 14 хозяйств.
С 1929 года деревня входила с состав Сойменского сельсовета Судогодского района, с 1965 года — в составе Ильинского сельсовета,  с 2005 года — в составе Головинского сельского поселения.

## Население
| 1859 | 1905 | 1926 |
| ---- | ---- | ---- |
| 67   | 58   | 60   |

| 1859 | 1905 | 1926 | 2002 | 2010 | 2021 |
| ---- | ---- | ---- | ---- | ---- | ---- |
| 67   | ↘58  | ↗60  | ↘0   | →0   | ↗7   |